# Амара (Бузеу)
Амара (рум. Amara) — село у повіті Бузеу в Румунії. Входить до складу комуни Балта-Албе.
Село розташоване на відстані 130 км на північний схід від Бухареста, 38 км на схід від Бузеу, 60 км на захід від Галаца, 138 км на схід від Брашова.

## Населення
За даними перепису населення 2002 року у селі проживали 1735 осіб. Усі жителі села рідною мовою назвали румунську.
Національний склад населення села:
| Національність | Кількість осіб | Відсоток |
| -------------- | -------------- | -------- |
| румуни         | 1728           | 99,6%    |
| цигани         | 7              | 0,4%     |